# Luigi Lucheni

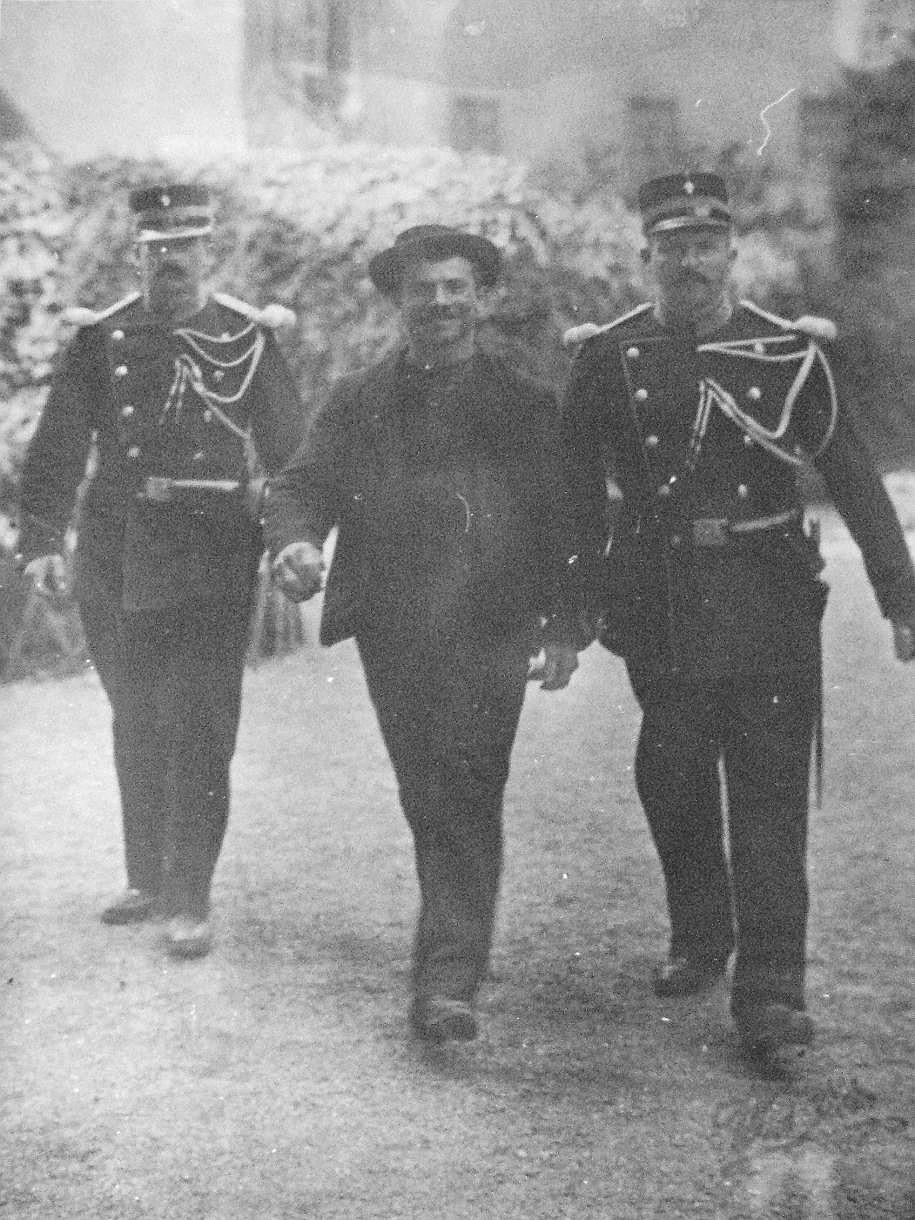
Luigi Lucheni letartóztatásakor

Luigi Lucheni (Párizs, 1873. április 22. – Genf, 1910. október 19.) olasz anarchista, Wittelsbach Erzsébet császárné és királyné gyilkosa.

## Élete
Az Albareto közelében dolgozó Luigia Lucchini olasz napszámosnő házasságon kívül született gyermekeként született Párizsban, ahova anyja menekült várandósága alatt; árvaházban és különböző nevelőszülőknél nőtt fel. Tízéves korától munkára fogták. Három és fél évig a lovasságnál szolgált, az 1896-os abesszíniai hadjáratban kitüntették. Ezután Svájcban telepedett le, alkalmi munkákból élt.
Mivel nyomorúságos körülmények között nőtt fel, és egész életét a létminimumon töltötte, egyre nőtt benne a gyűlölet az uralkodó osztály iránt. Egyre inkább az anarchizmus felé fordult, ezzel foglalkozó műveket tanulmányozott. Miután I. Umbertó olasz király rendőrsége és katonasága Milánóban vérbe fojtott egy munkásfelkelést, Lucheni bosszút esküdött, de nem volt pénze Olaszországba utazni.
Úgy döntött, mindenképpen megöli az arisztokrácia egyik tagját, lehetőleg valamelyik uralkodócsaládét. Eredetileg az orléans-i herceget akarta meggyilkolni (Fülöp orléans-i herceg (1869–1926)), később azonban Erzsébet császárné mellett döntött, mert a herceg a várttal ellentétben nem utazott Genfbe, Erzsébetről pedig köztudott volt, hogy kevés testőrrel járkál. Lucheni felkészült a gyilkosságra, egy anatómiai atlaszban nézte meg, hol van az ember szíve, és vásárolt egy reszelőt, melyet hegyesre köszörült.
Erzsébet inkognitóban utazott Genfbe, de egy újság – máig nem tudni, honnan szerzett információ alapján – megírta érkezését, de csak a merénylet napján, így máig tisztázatlan valójában honnan értesülhetett Lucheni áldozata hollétéről. A királyné a Beau Rivage hotelban szállt meg; Lucheni 1898. szeptember 10-én délelőtt ott várakozott a hotel előtt, jobb kabátujjába rejtve a gyilkos eszköznek szánt reszelővel. Mikor Erzsébet és udvarhölgye, Sztáray Irma grófnő elsétáltak mellette, ő odarohant, bepillantott a napernyő alá, hogy megbizonyosodjon róla, valóban a királyné az, majd fellökte és közben szíven szúrta. Erzsébet elesett, de a járókelők felsegítették. Ekkor még nem tudta, hogy halálos sebet kapott, olyan erősen be volt fűzve, hogy a szúrást is alig vette észre, és azt hitte, az ismeretlen csak az óráját akarta ellopni. A menekülő Luchenit időközben a járókelők feltartóztatták és átadták a rendőrségnek.
Erzsébet még saját lábán eljutott a sétahajóig, amellyel kirándulni indultak volna; itt esett össze, sebét csak ekkor vették észre. Sztáray grófnő elmondta a kapitánynak, hogy az inkognitóban utazó hölgy Ausztria császárnéja és súlyosan megsebesült. A hajó visszafordult, a kikötőből a szállodába vitték Erzsébetet, de az orvos már csak a halál beálltát tudta megállapítani.
Lucheni büszke volt tettére, mikor megtudta, hogy Erzsébet meghalt örült, és felkiáltott „Éljen az anarchia!”. November 10-én életfogytiglani börtönbüntetése ítélték. (Ő szerette volna, hogy kivégezzék, de erre Genf kanton törvényei szerint nem volt lehetőség, ezért kérvényezte a Luzern kanton bíráskodását, de elutasították.) Több mint tízévnyi raboskodás után, 1910-ben felakasztotta magát cellájában a nadrágszíjával.

## Érdekesség
Erzsébet császárné és királyné évekkel korábban egyik versében elítélte Svájcot, amiért anarchista fészekké vált:
Svájc! Pompázó hegygerincek,
Órák, pontos armada!
Csak ne fenyegetne minket
Királygyilkos fajzata.
(fordította: Tandori Dezső)
Luigi Lucheni a főszereplője, illetve a narrátora Michael Kunze és Lévay Szilveszter musicaljének, melynek címe: Elisabeth.